# Département de San Martín (Corrientes)
Pour les articles homonymes, voir Département de San Martín.
Le département de San Martín est une des 25 subdivisions de la province de Corrientes, en Argentine. Son chef-lieu est la ville de La Cruz.
Le département a une superficie de 6 385 km2. Sa population s'élevait à 12 236 habitants en 2001.

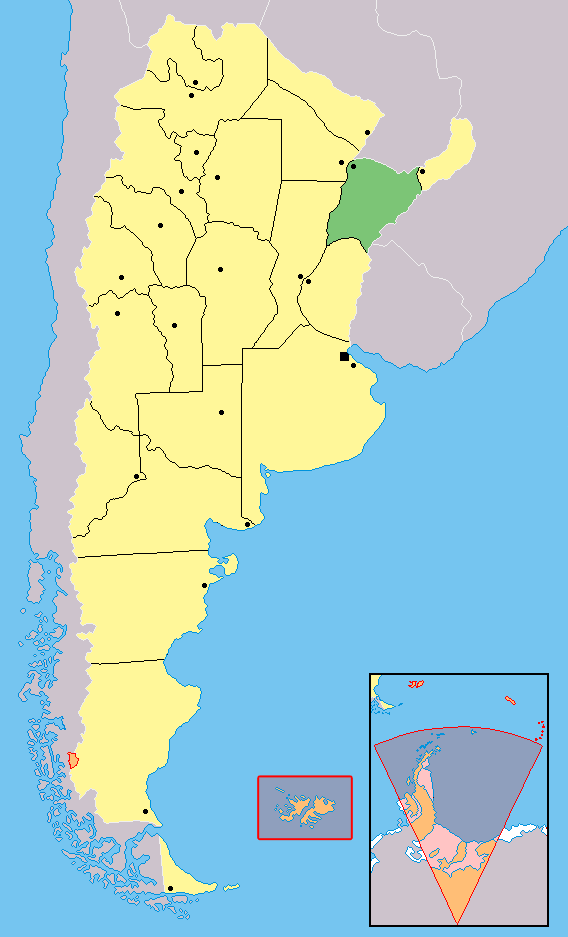
Localisation de la province de Corrientes en Argentine.